# Тачанка (пам'ятник)
Тачанка — монумент у місті Ростов-на-Дону, Росія.
Пам'ятник відкритий в 1977 році, виконаний з гіпсу, всередині — порожнистий. Зверху композиція покрита листовою міддю. Розташований монумент на південному в'їзді в місто (з боку Батайська). Загальна висота споруди — 15 м.
Над пам'ятником працювала велика творча група, в яку входили скульптори — Володимир Батяй, Борис Лапко та Олександр Косолапов, архітектор — Петро Ібалаков. Керівником колективу став ростовський скульптор Анатолій Скнарін.

## Історія
В січні 1920 року на Лівому березі Дону, по лінії Манич-Батайськ-Азов, відбувались бої між Першою кінною армією Будьоного та відступаючими військами Добровольчої армії генерала Денікіна.
На пам'ятнику присутня пам'ятна дошка на якій написано: «1918. Посвящается легендарной 1 · Конной Армии. Памятник сооружён в год 60-летия Великой Октябрьской Социалистической Революции».
У 2009 році пам'ятник був відреставрований.